# جورج أ. ويلسون
جورج أ. ويلسون هو محامي وقاضي وسياسي أمريكي، ولد في 1 أبريل 1884 في مينلو في الولايات المتحدة، وتوفي في 8 سبتمبر 1953 في دي موين في الولايات المتحدة. نشط حزبياً في الحزب الجمهوري.

## مناصب
- انتخب عضو مجلس الشيوخ الأمريكي [الإنجليزية]‏ عن دائرة مقد دائرة آيوا الثانية ‏ وقد انضم خلال فترته النيابية [الإنجليزية]‏ (3 يناير 1947 – 3 يناير 1949) للكتلة البرلمانية الحزب الجمهوري.
- انتخب عضو مجلس الشيوخ الأمريكي [الإنجليزية]‏ عن دائرة مقد دائرة آيوا الثانية ‏ وقد انضم خلال فترته النيابية [الإنجليزية]‏ (3 يناير 1945 – 3 يناير 1947) للكتلة البرلمانية الحزب الجمهوري.
- انتخب عضو مجلس الشيوخ الأمريكي [الإنجليزية]‏ عن دائرة مقد دائرة آيوا الثانية ‏ وقد انضم خلال فترته النيابية [الإنجليزية]‏ (14 يناير 1943 – 3 يناير 1945) للكتلة البرلمانية الحزب الجمهوري.
- انتخب القاضي الفيدرالي للولايات المتحدة (1917 – 1921).
- انتخب مدعٍ عام لمقاطعة [الإنجليزية]‏ (1915 – 1916).
- انتخب مدعٍ عام لمقاطعة [الإنجليزية]‏ (1912 – 1914).
- انتخب حاكم أيوا [الإنجليزية]‏ (12 يناير 1939 – 14 يناير 1943).
- انتخب عضو مجلس ولاية آيوا ‏ (1925 – 1935).